# Alessandro Melli
Alessandro Melli (* 23. května 1961 Monza, Itálie) je bývalý italský fotbalista. Do AC Milán přišel výměnou za Ruuda Gullita.

## Statistika
| Klub            | Sezóna  | Liga   | Liga | Pohár  | Pohár | LM či EL | LM či EL | celkem | celkem |
| Klub            | Sezóna  | Zápasy | Góly | Zápasy | Góly  | Zápasy   | Góly     | Zápasy | Góly   |
| --------------- | ------- | ------ | ---- | ------ | ----- | -------- | -------- | ------ | ------ |
| AC Parma        | 1985/86 | 6      | 1    | ?      | ?     | ?        | ?        | ?      | ?      |
| AC Parma        | 1986/87 | 20     | 1    | ?      | ?     | ?        | ?        | ?      | ?      |
| AC Parma        | 1987/88 | 12     | 1    | ?      | ?     | ?        | ?        | ?      | ?      |
| FC Modena       | 1988/89 | 8      | 0    | ?      | ?     | ?        | ?        | ?      | ?      |
| AC Parma        | 1989    | 17     | 2    | ?      | ?     | ?        | ?        | ?      | ?      |
| AC Parma        | 1989/90 | 35     | 11   | ?      | ?     | ?        | ?        | ?      | ?      |
| AC Parma        | 1990/91 | 29     | 13   | ?      | ?     | ?        | ?        | ?      | ?      |
| AC Parma        | 1991/92 | 30     | 6    | 9      | 5     | 2        | 0        | 41     | 11     |
| AC Parma        | 1992/93 | 28     | 12   | ?      | ?     | ?        | ?        | ?      | ?      |
| AC Parma        | 1993/94 | 22     | 5    | ?      | ?     | ?        | ?        | ?      | ?      |
| Sampdoria Janov | 1994    | 8      | 1    | ?      | ?     | ?        | ?        | ?      | ?      |
| AC Milan        | 1994/95 | 6      | 1    | 0      | 0     | 0        | 0        | 0      | 0      |
| AC Parma        | 1995/96 | 24     | 4    | ?      | ?     | ?        | ?        | ?      | ?      |
| AC Parma        | 1996/97 | 18     | 0    | ?      | ?     | ?        | ?        | ?      | ?      |
| AC Parma        | 1997    | 0      | 0    | ?      | ?     | ?        | ?        | ?      | ?      |
| AC Perugia      | 1997/98 | 13     | 1    | ?      | ?     | ?        | ?        | ?      | ?      |
| AC Perugia      | 1998/99 | 12     | 1    | ?      | ?     | ?        | ?        | ?      | ?      |
| AC Perugia      | 1999/00 | 25     | 1    | ?      | ?     | ?        | ?        | ?      | ?      |
| AC Ancona       | 2000/01 | 13     | 4    | ?      | ?     | ?        | ?        | ?      | ?      |
| AC Ancona       | Celkově | 327    | 65   | ?      | ?     | ?        | ?        | ?      | ?      |

## Úspěchy

### Klubové
- 1× vítěz italského poháru (1991/92)
- 1× vítěz poháru PVP (1992/93)
- 2× vítěz evropského superpoháru (1993, 1994)

### Reprezentace
- 1× na MS 20 (1987)
- 1× na ME 21 (1992 - zlato)
- 1× na OH (1992)
- 1× Nejlepší střelec Coppa Italia (1991/92)